# HK Astrakhanotjka
Håndboldklub "Astrakhanotjka" (russisk: Гандбольный клуб "Астраханочка", tr. Gandbolnyj klub "Astrakhanotjka")  er en russisk håndboldklub fra Astrakhan. HC Astrakhanochka blev grundlagt i 1993 og har spillet i den russiske liga siden 1999. I sæsonen 2015/2016 vandt klubben sin første guldmedalje og kvalificerede sig til EHF Champions League 2016-17 (kvinder) for første gang.

## Resultater
- Russiske Superliga:
  - Vindere (1): 2016
- Russiske pokalturnering:
  - Finalist (2): 2020, 2021
- EHF Cup:
  - Semifinalist (1): 2014
- EHF Cup Winners' Cup:
  - Kvartfinale (1): 2007

## Spillertruppen 2021-22
| Målvogter - 01 Anastasija Riabtseva - 12 Anna Prokopeva - 16 Evelina Anosjkina - 31 Tamara Gobadze Fløjspillere LW - 05 Jekaterina Fanina - 28 Galina Nikiforova - 55 Viktoria Sjichkina - 91 Kristina Tarasova RW - 09 Oksana Bessalaja - 71 Anna Kajnarova - 64 Marija Dudina Stregspiller - 03 Varvara Iureva - 19 Svetlana Kremneva - 14 Ksenija Zakordonskaja | Bagspillere LB - 27 Galina Izmajlova - 33 Sofia Romanenko - 77 Viktorija Divak CB - 10 Ksenija Iliina - 24 Violetta Goletc - 25 Anastasiia Listopad - 34 Elizaveta Malasjenko RB - 07 Karina Sisenova - 13 Anna Shaposjnikova - 87 Irina Kornejeva |